# 周庆鸣
周庆鸣（1913年8月—1994年2月8日），河南确山县人，中国人民解放军少将。

## 生平
1937年，参与领导竹沟农民暴动。1938年，加入中国共产党。同年入延安抗日军政大学学习，结业后留校任校务部粮秣股科员。1939年调中原地区工作。先后任豫鄂挺进纵队第3团连政治指导员、营政治教导员。1942年4月，任新四军第5师13旅37团政治处主任，后任第38团政治委员、新四军河南挺进兵团副参谋长。1945年4月，任鄂豫皖湘赣军区第四军分区参谋长、副司令员兼参谋长。抗日战争胜利后，随部进军东北，任安东政治部主任。1947年7月，任东北民主联军第4纵队10师参谋长，西线政治部副主任。1948年8月，任东北野战军后勤部第一分部政治委员，参加了辽沈战役等。
中华人民共和国成立后，任中南军区后勤部运输部政治委员，军区后勤部营房管理部部长。1954年12月，起任军区后勤部副参谋长、参谋长。1959年6月，任广州军区后勤部副部长、部长，广州军区生产建设兵团司令员。1964年，授中国人民解放军少将。1975年5月，任广州军区副参谋长。曾获二级独立自由勋章、二级解放勋章。1988年，获一级红星功勋荣誉章。1994年2月8日，在广州逝世。